# Kloštar Ivanić
Kloštar Ivanić  è un comune della Croazia di 6 038 abitanti della Regione di Zagabria.